# Prignano sulla Secchia
Prignano sulla Secchia is een gemeente in de Italiaanse provincie Modena (regio Emilia-Romagna) en telt 3571 inwoners (31-12-2004). De oppervlakte bedraagt 80,5 km², de bevolkingsdichtheid is 44 inwoners per km².

## Demografie
Prignano sulla Secchia telt ongeveer 1423 huishoudens. Het aantal inwoners steeg in de periode 1991-2001 met 14,2% volgens cijfers uit de tienjaarlijkse volkstellingen van ISTAT.
| Jaar | Inwoneraantal |
| ---- | ------------- |
| 1991 | 3109          |
| 2001 | 3551          |

## Geografie
Prignano sulla Secchia grenst aan de volgende gemeenten: Baiso (RE), Castellarano (RE), Palagano, Polinago, Sassuolo, Serramazzoni, Toano (RE).
Bastiglia · Bomporto · Campogalliano · Camposanto · Carpi · Castelfranco Emilia · Castelnuovo Rangone · Castelvetro di Modena · Cavezzo · Concordia sulla Secchia · Fanano · Finale Emilia · Fiorano Modenese · Fiumalbo · Formigine · Frassinoro · Guiglia · Lama Mocogno · Maranello · Marano sul Panaro · Medolla · Mirandola · Modena · Montecreto · Montefiorino · Montese · Nonantola · Novi di Modena · Palagano · Pavullo nel Frignano · Pievepelago · Polinago · Prignano sulla Secchia · Ravarino · Riolunato · San Cesario sul Panaro · San Felice sul Panaro · San Possidonio · San Prospero · Sassuolo · Savignano sul Panaro · Serramazzoni · Sestola · Soliera · Spilamberto · Vignola · Zocca
- Virtual International Authority File: 249442591

1. ↑  https://demo.istat.it/?l=it.